# Torymus inulae
Torymus inulae är en stekelart som beskrevs av Wachtl 1884. Torymus inulae ingår i släktet Torymus och familjen gallglanssteklar.
Artens utbredningsområde är:
- Österrike.
- Sverige.

Arten är reproducerande i Sverige. Inga underarter finns listade i Catalogue of Life.